# Saluti e baci (film 1933)
Saluti e baci (Gruß und Kuß, Veronika! ) è un film del 1933, diretto da Carl Boese.